# NGC 1236
NGC 1236 (również PGC 11898) – galaktyka eliptyczna (E4?), znajdująca się w gwiazdozbiorze Barana. Odkrył ją Albert Marth 5 października 1864 roku.